# مارسيل زانيني
مارسيل زانيني (بالفرنسية: Marcel Zanini)‏ هو عازف الجاز ومغني وعازف كلارينيت وممثل فرنسي، ولد في 9 سبتمبر 1923 في تركيا.

## أعمال

### أفلام
- (1986) حوالي منتصف الليل

## الوفاة
توفي مارسيل زانيني في 18 يناير 2023 عن عمر ناهز التاسعة والتسعين.

## وصلات خارجية
- مارسيل زانيني على موقع IMDb (الإنجليزية)
- مارسيل زانيني على موقع ميوزك برينز (الإنجليزية)
- مارسيل زانيني على موقع أول ميوزيك (الإنجليزية)
- مارسيل زانيني على موقع ديسكوغز (الإنجليزية)
- مارسيل زانيني على موقع قاعدة بيانات الفيلم (الإنجليزية)